# John T. Towers

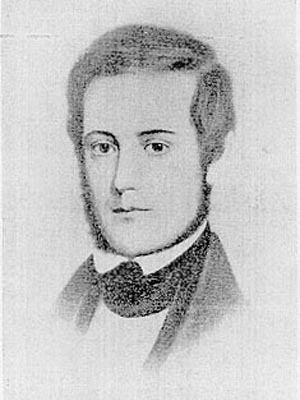
John T. Towers

John Thomas Towers (* 1811 in Alexandria, Virginia; † 11. August 1857 in Washington, D.C.) war ein US-amerikanischer Politiker. Zwischen 1854 und 1856 war er Bürgermeister von Washington, D.C.

## Werdegang
John Towers war der Sohn englischer Einwanderer. Er absolvierte eine Lehre im Druckerhandwerk. Bis 1852 betrieb er mehrere Buchläden und Druckereien in Washington. Seit 1834 war er Mitglied der Columbia Typographical Society. Politisch schloss er sich der Whig Party an. Nach deren Auflösung Anfang der 1850er Jahre wurde er Mitglied der Know-Nothing Party. Er saß auch viele Jahre lang im Stadtrat von Washington. 1852 wurde Towers von Präsident Millard Fillmore zum Leiter der Bundesdruckerei in Washington ernannt.
Im Jahr 1854 wurde Towers gegen Amtsinhaber John Walker Maury zum Bürgermeister der Bundeshauptstadt Washington gewählt. Dieses Amt bekleidete er zwischen dem 12. Juni 1854 und dem 9. Juni 1856. Erwähnenswert ist, dass bis 1871 der Bürgermeister von Washington nicht den gesamten District of Columbia verwaltete. Die damals selbständige Stadt Georgetown stellte bis 1871 ihren eigenen Bürgermeister. Im Jahr 1856 verzichtete er auf eine erneute Kandidatur. Er starb im folgenden Jahr und wurde auf dem Kongressfriedhof in Washington beigesetzt.